# Гленнон, Джим
Джеймс Джозеф Гленнон (англ. James Joseph Glennon; родился 27 июля 1953 года в Скеррис) — ирландский регбист, выступавший на позиции лока, и политик, член Парламента Ирландии в 2000—2007 годах (два года как сенатор, пять лет как депутат Палаты представителей).

## Биография

### Спортивная карьера
Уроженец деревни Скеррис под Дублином. Окончил школу Маунт-Сент-Джозефс в посёлке Роскрей (графство Типперэри). Как игрок выступал за сборную Ирландии по регби, отыграв семь матчей: дебют пришёлся на 19 января 1980 года в Лондоне против Англии, последний матч сыграл 25 мая 1987 года против Уэльса в Веллингтоне. Участник первого чемпионата мира по регби. На клубном уровне представлял «Ленстер», позже тренировал и «Ленстер», и сборные Ирландии до 19 и до 21 года.

### Политическая карьера
Избран в Сенат Ирландии в 2000 году от партии Фианна Файл по округу Дублин-Север в ходе дополнительных выборов, в 2002 году по итогам всеобщих выборов избран от этой же партии и по этому же округу депутатом Палаты представителей Ирландии. Был вице-председателем Комитета по вопросам культуры, спорта, туризма, общественной деятельности, сельского хозяйства и гэталхта в 2002—2007 годах, также был членом Комитета по вопросам транспорта и Комитета по процедурам и привилегиям. Председатель одной из сессий Дублинского форума — проекта Фианна Файл по вовлечению дублинцев в политические дискуссии. В 2007 году комментировал на TV3 матчи чемпионата мира во Франции.
В октябре 2006 года Гленнон объявил об уходе из большой политики после следующих всеобщих выборов. Причиной стала его «фрустрация», которую он испытывал от политической системы.